# Edwin M. Stanton
Edwin McMasters Stanton (ur. 19 grudnia 1814 w Steubenville, zm. 24 grudnia 1869 w Waszyngtonie) – amerykański prawnik, polityk, sekretarz wojny w gabinecie Abrahama Lincolna.
Urodził się w Steubenville, nauki pobierał w Kenyon College. Studiował prawo i został przyjęty do palestry w roku 1836. W roku 1856 osiadł w Waszyngtonie, gdzie prowadził wiele spraw przed Sądem Najwyższym.
W 1860 r. prezydent James Buchanan mianował go prokuratorem generalnym, a w dwa lata później Lincoln mianował go sekretarzem wojny. W Departamencie Wojny Stanton nie był specjalnie lubiany, nie przepadał za nim również prezydent Lincoln. Był typem awanturnika i wszędzie przysparzał sobie wrogów. Z drugiej strony był dobrym organizatorem, uważanym za wysoce wydajnego szefa departamentu.
Gdy prezydentem został Andrew Johnson dochodziło między nimi do częstych spięć na tle stosunków do pokonanych w wojnie stanów południowych. Stanton stanął po stronie przeciwników prezydenta w Kongresie, z którego to powodu został pozbawiony stanowiska. W odpowiedzi Izba Reprezentantów zastosowała wobec prezydenta procedurę impeachmentu. Johnson został oczyszczony z zarzutów przewagą jednego głosu i Stanton musiał ostatecznie pożegnać się z urzędem w maju 1868. Zmarł w cztery dni po mianowaniu go przez prezydenta Granta sędzią Sądu Najwyższego.